# Ghiacciaio del Taconnaz
Il ghiacciaio del Taconnaz è un ghiacciaio del massiccio del Monte Bianco che si trova sul versante francese del medesimo. Interessa il dipartimento dell'Alta Savoia ed il comune di Chamonix.
Il ghiacciaio scende dal Dôme du Goûter in direzione nord. Corre parallelo al ghiacciaio dei Bossons e termina ad un'altezza di circa 1.700 m